# وانغ لينغ
وانغ لينغ (بالصينية: 王玲) (9 يونيو 1978 في الصين - ) هي لاعبة كرة سلة صينية في مركز الوسط، شاركت في الألعاب الأولمبية الصيفية 2004 والألعاب الجامعية الصيفية 2003 ودورة الألعاب الآسيوية 1998.

## وصلات خارجية
- وانغ لينغ على موقع الاتحاد الدولي لكرة السلة (الإنجليزية)
- وانغ لينغ على موقع سبورتس رفرنس (الإنجليزية)
- وانغ لينغ على موقع أوليمبيديا (الإنجليزية)
- وانغ لينغ على موقع اللجنة الأولمبية الصينية (الإنجليزية)